# Diego González Alcaraz
Diego Luis González Alcaraz (Alto Paraná, Paraguay, 7 de enero de 2003) es un futbolista paraguayo que juega de extremo izquierdo en el Atlas F. C. de la  Liga MX, cedido por la S. S. Lazio.

## Trayectoria
En el año 2019 es desafectado de Libertad de Paraguay donde había hecho todas sus divisiones inferiores.
En julio del 2021 es fichado por la Universidad San Martin.
El 31 de enero del 2023 fue cedido a la S. S. Lazio por seis meses,
en abril firmó permanente con el club italiano.

## Estadísticas
Actualizado al último partido disputado el 18 de enero de 2023.
| Club                          | Div.          | Temporada     | Liga  | Liga  | Copas nacionales | Copas nacionales | Copas internacionales | Copas internacionales | Total | Total |
| Club                          | Div.          | Temporada     | Part. | Goles | Part.            | Goles            | Part.                 | Goles                 | Part. | Goles |
| ----------------------------- | ------------- | ------------- | ----- | ----- | ---------------- | ---------------- | --------------------- | --------------------- | ----- | ----- |
| CD del Este · Panamá          | 1.ª           | 2021          | 13    | 3     | 0                | 0                | ―                     | ―                     | 13    | 3     |
| CD del Este · Panamá          | Total club    | Total club    | 13    | 3     | 1                | 0                | 0                     | 0                     | 13    | 3     |
| Universidad San Martin · Perú | 1.ª           | 2021          | 3     | 0     | 1                | 0                | ―                     | ―                     | 4     | 0     |
| Universidad San Martin · Perú | Total club    | Total club    | 3     | 0     | 1                | 0                | 0                     | 0                     | 4     | 0     |
| Club Celaya · México          | 2.ª           | 2021-22       | 13    | 1     | 0                | 0                | ―                     | ―                     | 13    | 1     |
| Club Celaya · México          | 2.ª           | 2022-23       | 20    | 4     | 0                | 0                | ―                     | ―                     | 20    | 4     |
| Club Celaya · México          | Total club    | Total club    | 33    | 5     | 1                | 0                | 0                     | 0                     | 33    | 5     |
| Total carrera                 | Total carrera | Total carrera | 49    | 8     | 0                | 0                | 0                     | 0                     | 49    | 8     |